# Shimosuwa
Shimosuwa (下諏訪町 Shimosuwa-machi?) es un pueblo en la prefectura de Nagano, Japón, localizado en la parte central de la isla de Honshū, en la región de Chūbu. El 1 de marzo de 2021 tenía una población estimada de 18 801 habitantes y una densidad de población de 281 personas por km².

## Geografía
Shimosuwa se encuentra en el centro de la prefectura de Nagano, aproximadamente a 50 kilómetros de la capital Nagano y a 200 kilómetros de Tokio. Limita al sur con el lago Suwa. El pueblo tiene una altitud de 760 metros en el centro y un 82% de su superficie son bosques.

## Historia
El área del actual Shimosuwa era parte de la antigua provincia de Shinano, y se administraba como parte de los territorios del dominio Suwa bajo el shogunato Tokugawa. Durante el período Edo, Shimosuwa-shuku se desarrolló como la estación 29 en la carretera Nakasendō que conectaba Edo con Kioto y también era una estación del Kōshū Kaidō. La villa de Shimosuwa se creó el 1 de abril de 1889 y se elevó a estatus de pueblo el 30 de junio de 1893.

## Demografía
Según los datos del censo japonés, la población de Shimosuwa ha estado disminuyendo en los últimos 40 años.
| Gráfica de evolución demográfica de Shimosuwa entre 1940 y 2015 |
|                                                                 |
| Oficina de Estadísticas de Japón                                |